# Can Tordera (Riells i Viabrea)
Can Tordera és una obra de Riells i Viabrea (Selva) inclosa a l'Inventari del Patrimoni Arquitectònic de Catalunya.

## Descripció
La propietat de Can Tordera data almenys del segle xv, però de la construcció primitiva en queden pocs vestigis.
L'edifici actual és de dues plantes amb vessants a laterals i cornisa catalana reconstruïda. És bàsicament una obra del segle xix que per la part posterior conserva part del cos corresponent a l'edifici primitiu.
La façana principal presenta un portal quadrangular emmarcat en pedra que porta la data de 1888. Avui però no és visible, ja que tots els marcs de les obertures s'han arrebossat i pintat. Les finestres són quadrangulars, probablement de pedra, i, al costat esquerre hi ha una porta a la qual s'hi accedeix per una escala adossada al mur. Al mur lateral dret hi ha el forn de pedra circular.
A l'interior es conserven les bigues de fusta del forjat i el paviment és emporlanat. La cuina amb la llar de foc i el forn es manté tal com era.
Hi ha una altra construcció exempta bastida sobre les antigues corts.
Probablement el més interessant d'aquest mas és la pervivència d'unes formes de vida i de treball, avui desaparegudes, que els seus estadants encara mantenen.

## Història
L'any 1497 en el Turó de Morou consta un empriu que es repartia entre cinc propietaris i un d'ells era la casa forta de can Tordera.
L'any 1936 la va comprar la família Rovira, actuals propietaris.